# Sunao Kasahara
Sunao Kasahara (笠原 淳 Kasahara Sunao?), född 21 juli 1989 i Niigata prefektur, är en japansk fotbollsspelare.
Kasahara började sin karriär 2014 i FC Ryukyu. Efter FC Ryukyu spelade han för Saurcos Fukui och Iwate Grulla Morioka.